# José Maria Pereira
José Maria de Andrade Pereira (São Borja, 9 ottobre 1932) è un ex schermidore brasiliano.

## Biografia
Ha partecipato ai Giochi della XIX Olimpiade di Città del Messico nel 1968.

## Palmarès
In carriera ha conseguito i seguenti risultati:
- Giochi panamericani:

San Paolo 1963: argento nella spada a squadre.
Winnipeg 1967: argento nella spada a squadre.
Cali 1971: argento nella spada a squadre.